# Kurt Bretting
Kurt Fritz Albert Bretting (ur. 6 czerwca 1892 w Magdeburgu, zm. 30 maja 1918 w Merville) – niemiecki pływak, uczestnik Letnich Igrzysk 1912 w Sztokholmie.

## Życiorys
Na igrzyskach w 1912 roku zajął 4. miejsce w wyścigu na 100 metrów stylem dowolnym. Był członkiem niemieckiej drużyny, która zajęła 4. miejsce w sztafecie 4 × 200 m stylem dowolnym.
Od 6 kwietnia 1912 do 20 lipca 1912 był rekordzistą świata na 100 metrów stylem dowolnym. Był jednym z pierwszych niemieckich pływaków, którzy pływali kraulem.
Zginął w 1918 w akcji we Francji podczas I wojny światowej.